# Mattias Livf
Mattias «Matte» Livf född 24 februari 1974, är en svensk tidigare ishockeytränare och ishockeyspelare från Östervåla i Uppland som nu bor i Hamar. Han spelade nio säsonger och 456 matcher som back för den norska elitserieklubben Storhamar. Han har norskt medborgarskap och har spelat officiella landslagsmatcher för Norge. Han kom till Storhamar 2001 från Trondheim Black Panthers och han har tidigare spelat för de svenska klubbarna Östervåla IF och Wings HC Arlanda.
Livf var kapten för Storhamar Dragons 2006–2010. Hösten 2010 anställdes Livf som tränare för Storhamar IL Ishockeygrupp bredde, han slutade som tränare där 2012.

## Meriter
- Norska mästarna 2004 och 2008 med Storhamar Dragons
- Ligamästare 2004 och 2006 med Storhamar Dragons
- 6 officiella nationella matcher för Norge
- Lagkapten 2006-10 för Storhamar Dragons